# Claudio Morra
Claudio Morra (Savigliano, 22 gennaio 1995) è un calciatore italiano, attaccante del L.R. Vicenza.

## Caratteristiche tecniche
Gioca come prima punta, forte fisicamente è abile nel gioco aereo.

## Carriera

### Club

#### Gli inizi
Cresciuto calcisticamente nelle giovanili del Saluzzo squadra dilettante piemontese, si trasferisce il 30 agosto 2011 all'età di 16 anni, in Spagna dove firma con il suo agente (essendo ancora minorenne), un contratto triennale con le giovanili del Levante. Nel marzo 2012 torna in Italia per giocare nel settore giovanile del Verona, dove rimane per circa un anno. Nel gennaio 2013 passa alla primavera del Torino dove colleziona in due anni 49 presenze segnando 23 reti in maglia granata. Nel maggio 2015 viene aggregato in prima squadra venendo convocato per la prima volta dall'allenatore Gian Piero Ventura nella partita in trasferta di campionato del 24 maggio contro il Milan, dove tuttavia non scende mai in campo. Nel giugno 2015 durante la fase finale del campionato di primavera, contribuisce notevolmente alla vittoria della sua squadra realizzando una tripletta in semifinale contro la Fiorentina. Pochi giorni più tardi vince in finale ai calci di rigore (8-7) contro la Lazio il campionato Primavera.

#### Prestiti all'Andria e al Savona
Nell'agosto 2015 passa in prestito all'Andria in Prima Divisione.. Il 13 settembre seguente, realizza una doppietta decisiva nella partita vinta 3-0 contro il Matera.. Tornato al Torino, il 29 gennaio 2016 passa in prestito per sei mesi al Savona..

#### Gli anni con la Pro Vercelli e il passaggio all'Entella
Il 16 luglio 2016 viene acquistato a titolo definitivo dalla Pro Vercelli società di Serie B ritrovando Moreno Longo, suo allenatore nelle giovanili granata. Segna la sua prima rete in maglia biancocrociata il 7 agosto 2016 all'esordio nella partita di Coppa Italia giocata contro la Reggiana. Poche settimane più tardi il 27 agosto, trova anche la prima rete in serie cadetta, segnando al 90º di testa la rete del definitivo pareggio (1-1) contro l'Ascoli. In tre stagioni mette insieme 99 presenze e 23 gol di cui 13 segnati nella stagione 2018/2019 in Serie C.
Il 25 luglio 2019 viene venduto all’Entella, club ligure neopromosso in Serie B. Debutta da titolare nella serie cadetta il 24 settembre in Entella-Livorno 1-0. Il primo e unico gol segnato in 29 apparizioni arriva alla dodicesima presenza, il 14 dicembre in Entella-Empoli 2-0.

#### Prestito al Pordenone e ritorno all’Entella
Con una sola presenza all'attivo in stagione causa infortunio, il 28 gennaio 2021 viene ceduto in prestito con diritto di riscatto al Pordenone. Il 6 febbraio, alla sua seconda apparizione da subentrante, segna il suo primo gol con i friulani nel match perso per 1-2 contro il L.R. Vicenza. Questo è l’unico gol segnato con i neroverdi poiché a fine marzo viene operato in seguito alla rottura del legamento crociato anteriore del ginocchio sinistro.
A fine stagione torna all’Entella per proseguire l’iter riabilitativo. Torna in campo il 17 febbraio 2022 nella ripresa di Pescara-Entella 0-0  chiudendo la stagione con 6 presenze.

#### Piacenza, Rimini e Vicenza
Il 19 agosto 2022, dopo essersi svincolato dall’Entella e aver sostenuto qualche giorno di prova, firma un contratto annuale con opzione per altri due con il Piacenza sempre in Serie C..
La stagione seguente passa al Rimini con cui mette insieme 37 presenze, 19 gol e 3 assist in Serie C.
L’11 luglio 2024 viene acquistato dal Vicenza per 80.000 euro, il valore della sua clausola rescissoria; con i veneti Morra firma un contratto triennale.

### Nazionale
Nel novembre 2015 ha giocato due partite con l'Under-20 italiana.

## Statistiche

### Presenze e reti nei club
Statistiche aggiornate al 28 maggio 2025.
| Stagione            | Squadra             | Campionato          | Campionato | Campionato | Coppe nazionali | Coppe nazionali | Coppe nazionali | Coppe continentali | Coppe continentali | Coppe continentali | Altre coppe | Altre coppe | Altre coppe | Totale | Totale |
| Stagione            | Squadra             | Comp                | Pres       | Reti       | Comp            | Pres            | Reti            | Comp               | Pres               | Reti               | Comp        | Pres        | Reti        | Pres   | Reti   |
| ------------------- | ------------------- | ------------------- | ---------- | ---------- | --------------- | --------------- | --------------- | ------------------ | ------------------ | ------------------ | ----------- | ----------- | ----------- | ------ | ------ |
| 2015-gen. 2016      | Fidelis Andria      | LP                  | 11         | 2          | CI-LP           | 2               | 0               | -                  | -                  | -                  | -           | -           | -           | 13     | 2      |
| gen.-giu. 2016      | Savona              | LP                  | 9          | 1          | CI-LP           | 0               | 0               | -                  | -                  | -                  | -           | -           | -           | 9      | 1      |
| 2016-2017           | Pro Vercelli        | B                   | 27         | 3          | CI              | 2               | 1               | -                  | -                  | -                  | -           | -           | -           | 29     | 4      |
| 2017-2018           | Pro Vercelli        | B                   | 32         | 6          | CI              | 1               | 0               | -                  | -                  | -                  | -           | -           | -           | 33     | 6      |
| 2018-2019           | Pro Vercelli        | C                   | 34+2       | 12+1       | CI              | 1               | 0               | -                  | -                  | -                  | -           | -           | -           | 37     | 13     |
| Totale Pro Vercelli | Totale Pro Vercelli | Totale Pro Vercelli | 93+2       | 21+1       |                 | 4               | 1               |                    | -                  | -                  |             | -           | -           | 99     | 23     |
| 2019-2020           | Virtus Entella      | B                   | 29         | 1          | CI              | 1               | 0               | -                  | -                  | -                  | -           | -           | -           | 30     | 1      |
| 2020- gen. 2021     | Virtus Entella      | B                   | 1          | 0          | CI              | 1               | 0               | -                  | -                  | -                  | -           | -           | -           | 2      | 0      |
| gen.-giu. 2021      | Pordenone           | B                   | 8          | 1          | CI              | 0               | 0               | -                  | -                  | -                  | -           | -           | -           | 8      | 1      |
| 2021-2022           | Virtus Entella      | C                   | 6          | 0          | CI-C            | 0               | 0               | -                  | -                  | -                  | -           | -           | -           | 6      | 0      |
| Totale Entella      | Totale Entella      | Totale Entella      | 36         | 1          |                 | 2               | 0               |                    | -                  | -                  |             | -           | -           | 38     | 1      |
| 2022-2023           | Piacenza            | C                   | 35         | 11         | CI-C            | 1               | 0               | -                  | -                  | -                  | -           | -           | -           | 36     | 11     |
| 2023-2024           | Rimini              | C                   | 35+2       | 19         | CI-C            | 3               | 1               | -                  | -                  | -                  | -           | -           | -           | 40     | 20     |
| 2024-2025           | L.R. Vicenza        | C                   | 36+4       | 13         | CI-C            | 0               | 0               | -                  | -                  | -                  | -           | -           | -           | 40     | 13     |
| Totale carriera     | Totale carriera     | Totale carriera     | 271        | 70         |                 | 12              | 2               |                    | -                  | -                  |             | -           | -           | 283    | 72     |

## Palmarès

### Club

#### Competizioni giovanili
- Campionato Primavera: 1

Torino: 2014-2015